# Maladia Stargardt
Degenerescența maculară Stargardt reprezintă o tulburare genetică a ochiului, ce duce la pierderea progresivă a vederii. Este o formă de distrofie a țesutului foto-senzitiv ce afectează zona centrală a retinei numită maculă.

## Descriere patologie
- fototransductie
- ERP si celule cu con
- lipofuscina
- wet dry AMD

## Gene
- recesiv vs dominant
- ABCR-ABCA4, ELOVL4, PROM1
- STGD1, STGD3, STGD4

## Diagnostic si prognostic
- AFG
- SLO

## Tratament
- nu exista remediu
- cercetare genetica
- vitamine si minerale
- celule stem
- transplant
- implant
- accutane
- virusuri modificate genetic

## Personalități cu maladia Stargardt
- Peter Wallsten⁠(en)[traduceți] - ziarist